# Oh What A World
Oh What A World es una canción del duo del género electrónico Erasure publicada en su álbum World Be Gone en 2017. En 2018, también formó parte del álbum World Beyond.

## Descripción
Oh What A World fue uno de los 5 temas elegidos para una historia en 5 videos.

En 2018, Oh What A World fue uno de los tres videos adelantos del álbum World Beyond (los otros fueron Still It's Not Over y Just A Little Love).